# Poddąbrowa (Kałków)
Poddąbrowa – część wsi Kałków w Polsce położona w województwie mazowieckim, w powiecie lipskim, w gminie Ciepielów.
W latach 1975–1998 Poddąbrowa administracyjnie należała do województwa radomskiego.